# The Who Tour 1969
The Who Tour 1969 fue una gira de conciertos por parte de la banda británica The Who durante 1969.

## Miembros de la banda
- Roger Daltrey - voz, armónica
- Pete Townshend - guitarra, voz
- John Entwistle - bajo, voz
- Keith Moon - batería

## Lista de canciones
1. "Heaven and Hell" (John Entwistle)
2. "I Can't Explain"
3. "Fortune Teller" (Naomi Neville)
4. "Tattoo"
5. "Young Man Blues" (Mose Allison)
6. "Substitute"
7. "Happy Jack"
8. "I'm a Boy"
9. "A Quick One, While He's Away" (performed only on the early part of the tour)
10. "It's a Boy"
11. "1921"
12. "Amazing Journey"
13. "Sparks"
14. "Eyesight to the Blind" (Sonny Boy Williamson II)
15. "Christmas"
16. "The Acid Queen"
17. "Pinball Wizard"
18. "Do You Think It's Alright?"
19. "Fiddle About"
20. "There's a Doctor"
21. "Go to the Mirror!"
22. "Smash the Mirror"
23. "I'm Free"
24. "Tommy's Holiday Camp" (Keith Moon)
25. "We're Not Gonna Take It"/"See Me, Feel Me"
26. "Boris the Spider" (performed occasionally)
27. "Summertime Blues" (Eddie Cochran, Jerry Capehart)
28. "Shakin' All Over" (Johnny Kidd)
29. "My Generation" (performed only on the early part of the tour)
30. "Magic Bus" (sometimes including themes of "Naked Eye")

1. "Heaven and Hell" (John Entwistle)
2. "I Can't Explain"
3. "Fortune Teller" (Naomi Neville)
4. "Tattoo" (not played at every show)
5. "Young Man Blues" (Mose Allison)
6. "It's a Boy"
7. "1921"
8. "Amazing Journey"
9. "Sparks"
10. "Eyesight to the Blind" (Sonny Boy Williamson II)
11. "Christmas"
12. "The Acid Queen"
13. "Pinball Wizard"
14. "Do You Think It's Alright?"
15. "Fiddle About"
16. "There's a Doctor"
17. "Go to the Mirror!"
18. "Smash the Mirror"
19. "I'm Free"
20. "Tommy's Holiday Camp" (Keith Moon)
21. "We're Not Gonna Take It"/"See Me, Feel Me"
22. "Substitute" (occasional)
23. "Summertime Blues" (Eddie Cochran, Jerry Capehart)
24. "Shakin' All Over" (Johnny Kidd)
25. "My Generation" (sometimes including themes of "Naked Eye")

1. "Heaven and Hell" (John Entwistle)
2. "I Can't Explain"
3. "Fortune Teller" (Naomi Neville)
4. "Tattoo" (not played at every show)
5. "Young Man Blues" (Mose Allison)
6. "Substitute" (not played at every show)
7. "Happy Jack" (not played at every show)
8. "I'm a Boy" (not played at every show)
9. "A Quick One, While He's Away" (not played at every show)
10. "Overture"
11. "It's a Boy"
12. "1921"
13. "Amazing Journey"
14. "Sparks"
15. "Eyesight to the Blind" (Sonny Boy Williamson II)
16. "Christmas"
17. "The Acid Queen"
18. "Pinball Wizard"
19. "Do You Think It's Alright?"
20. "Fiddle About"
21. "Tommy, Can You Hear Me?"
22. "There's a Doctor"
23. "Go to the Mirror!"
24. "Smash the Mirror"
25. "Miracle Cure"
26. "Sally Simpson"
27. "I'm Free"
28. "Tommy's Holiday Camp" (Keith Moon)
29. "We're Not Gonna Take It"/"See Me, Feel Me"
30. "Summertime Blues" (Eddie Cochran, Jerry Capehart)
31. "Shakin' All Over" (Johnny Kidd)
32. "Spoonful" (Willie Dixon) (not played every night)
33. "My Generation" (usually including "See Me, Feel Me", "Naked Eye (instrumental)" and "Sparks". "Overture", the opening riff of "Pinball Wizard" and "The Ox" were included on 29 September.)
34. "Magic Bus" (performed at least once, Fairfield Halls in Croydon on 21 September)

## Fechas de la gira de 1969
| Fecha                    | Ciudad                    | País           | Lugar                                                                              |
| Reino Unido              | Reino Unido               | Reino Unido    | Reino Unido                                                                        |
| ------------------------ | ------------------------- | -------------- | ---------------------------------------------------------------------------------- |
| 17 de enero              | London                    | Inglaterra     | Great Hall, King's College London (sin confirmar)                                  |
| 18 de enero              | Nantwich                  | Inglaterra     | Civic Hall                                                                         |
| 19 de enero              | Birmingham                | Inglaterra     | Mothers Club                                                                       |
| 24 de enero              | Wolverhampton             | Inglaterra     | Wolverhampton Civic Hall                                                           |
| 25 de enero              | Isleworth                 | Inglaterra     | Borough Road College                                                               |
| 1 de febrero             | Newcastle upon Tyne       | Inglaterra     | Union Ballroom, Newcastle University                                               |
| 2 de febrero             | Redcar                    | Inglaterra     | Redcar Jazz Club                                                                   |
| 7 de febrero             | Bath                      | Inglaterra     | Top Rank Suite, University of Bath                                                 |
| 8 de febrero             | London                    | Inglaterra     | Regent Street Polytechnic                                                          |
| 14 de febrero            | Coventry                  | Inglaterra     | Lanchester College                                                                 |
| 15 de febrero            | Margate                   | Inglaterra     | Dreamland Ballroom (sin confirmar)                                                 |
| 21 de febrero            | Birmingham                | Inglaterra     | Birmingham University                                                              |
| 22 de febrero            | Liverpool                 | Inglaterra     | Liverpool University                                                               |
| 23 de febrero            | London                    | Inglaterra     | The Roundhouse                                                                     |
| 1 de marzo               | Birmingham                | Inglaterra     | Mothers Club                                                                       |
| 7 de marzo               | Headington                | Inglaterra     | Technical College                                                                  |
| 14 de marzo              | Cambridge                 | Inglaterra     | Cambridge Corn Exchange                                                            |
| 2 de abril               | Bournemouth               | Inglaterra     | Pavilion Theatre                                                                   |
| 7 de abril               | London                    | Inglaterra     | Alexandra Palace                                                                   |
| 22 de abril              | Greater Manchester        | Inglaterra     | Bolton Institute of Technology                                                     |
| 24 de abril              | Newcastle upon Tyne       | Inglaterra     | Mayfair Ballroom                                                                   |
| 25 de abril              | Glasgow                   | Escocia        | Strathclyde University                                                             |
| 26 de abril              | Auchinleck                | Escocia        | Community Centre                                                                   |
| 27 de abril              | Dunfermline               | Escocia        | Kinema Ballroom                                                                    |
| 28 de abril              | Sunderland                | Inglaterra     | Whitburn Bay Hotel                                                                 |
| 1 de mayo                | London                    | Inglaterra     | Ronnie Scott's Jazz Club                                                           |
| Norteamerican            |                           |                |                                                                                    |
| 9 de mayo                | Detroit, Míchigan         | Estados Unidos | Grande Ballroom                                                                    |
| 10 de mayo               | Detroit, Míchigan         | Estados Unidos | Grande Ballroom                                                                    |
| 11 de mayo               | Detroit, Míchigan         | Estados Unidos | Grande Ballroom                                                                    |
| 13 de mayo               | Boston, Massachusetts     | Estados Unidos | Boston Tea Party                                                                   |
| 14 de mayo               | Boston, Massachusetts     | Estados Unidos | Boston Tea Party                                                                   |
| 15 de mayo               | Boston, Massachusetts     | Estados Unidos | Boston Tea Party                                                                   |
| 16 de mayo               | Nueva York                | Estados Unidos | Fillmore East                                                                      |
| 17 de mayo               | Nueva York                | Estados Unidos | Fillmore East (2 presentaciones)                                                   |
| 18 de mayo               | Nueva York                | Estados Unidos | Fillmore East (2 presentaciones)                                                   |
| 19 de mayo               | Toronto                   | Canadá         | The Rockpile                                                                       |
| 23 de mayo               | Filadelfia, Pensilvania   | Estados Unidos | Electric Factory                                                                   |
| 24 de mayo               | Filadelfia, Pensilvania   | Estados Unidos | Electric Factory                                                                   |
| 25 de mayo               | Columbia, Maryland        | Estados Unidos | Merriweather Post Pavilion                                                         |
| 29 de mayo               | Chicago, Illinois         | Estados Unidos | Kinetic Playground                                                                 |
| 30 de mayo               | Chicago, Illinois         | Estados Unidos | Kinetic Playground                                                                 |
| 31 de mayo               | Chicago, Illinois         | Estados Unidos | Kinetic Playground                                                                 |
| 1 de junio               | San Luis, Misuri          | Estados Unidos | Kiel Auditorium                                                                    |
| 5 de junio               | Nueva York                | Estados Unidos | Fillmore East (2 presentaciones)                                                   |
| 6 de junio               | Nueva York                | Estados Unidos | Fillmore East (2 presentaciones)                                                   |
| 7 de junio               | Lake Geneva, Wisconsin    | Estados Unidos | Majestic Hills Theater                                                             |
| 8 de junio               | Minneapolis, Minnesota    | Estados Unidos | Guthrie Theater (2 presentaciones)                                                 |
| 13 de junio              | Hollywood, California     | Estados Unidos | Hollywood Palladium                                                                |
| 14 de junio              | Pasadena, California      | Estados Unidos | Rose Palace                                                                        |
| 17 de junio              | San Francisco, California | Estados Unidos | Fillmore West (2 presentaciones)                                                   |
| 18 de junio              | San Francisco, California | Estados Unidos | Fillmore West (2 presentaciones)                                                   |
| 19 de junio              | San Francisco, California | Estados Unidos | Fillmore West                                                                      |
| Inglaterra               |                           |                |                                                                                    |
| 5 de julio               | London                    | Inglaterra     | Royal Albert Hall (2 presentaciones)                                               |
| 19 de julio              | Birmingham                | Inglaterra     | Mothers Club                                                                       |
| 20 de julio              | Hastings                  | Inglaterra     | Pier Ballroom                                                                      |
| 7 de julio               | Redcar                    | Inglaterra     | Redcar Jazz Club, Coatham Hotel                                                    |
| 28 de julio              | Sunderland                | Inglaterra     | Fillmore North, Top Rank Suite                                                     |
| 2 de agosto              | Eastbourne                | Inglaterra     | Winter Garden                                                                      |
| 3 de agosto              | Carlisle                  | Inglaterra     | Cosmopolitan                                                                       |
| 4 de agosto              | Bath                      | Inglaterra     | Bath Pavilion                                                                      |
| 7 de agosto              | Worthing                  | Inglaterra     | Assembly Hall                                                                      |
| 9 de agosto              | Plumpton                  | Inglaterra     | National Jazz and Blues Festival, Plumpton Racecourse                              |
| Tanglewood and Woodstock |                           |                |                                                                                    |
| 12 de agosto             | Lenox, Massachusetts      | Estados Unidos | Tanglewood Music Shed                                                              |
| 17 de agosto             | Bethel, New York          | Estados Unidos | Woodstock Festival                                                                 |
| Europa                   |                           |                |                                                                                    |
| 22 de agosto             | Shrewsbury                | Inglaterra     | Music Hall                                                                         |
| 29 de agosto             | Bournemouth               | Inglaterra     | Pavilion Theatre                                                                   |
| 30 de agosto             | Isle of Wight             | Inglaterra     | Isle of Wight Festival 1969                                                        |
| 6 de septiembre          | Dunfermline               | Escocia        | Kinema Ballroom                                                                    |
| 7 de septiembre          | Carlisle                  | Inglaterra     | Cosmopolitan                                                                       |
| 13 de septiembre         | Sutton Coldfield          | Inglaterra     | The Belfry                                                                         |
| 21 de septiembre         | Croydon                   | Inglaterra     | Fairfield Halls                                                                    |
| 29 de septiembre         | Ámsterdam                 | Netherlands    | Concertgebouw                                                                      |
| Norteamérica             |                           |                |                                                                                    |
| 10 de octubre            | Boston, Massachusetts     | Estados Unidos | Commonwealth Armory                                                                |
| 11 de octubre            | Detroit, Míchigan         | Estados Unidos | Grand Riviera                                                                      |
| 12 de octubre            | Detroit, Míchigan         | Estados Unidos | Grand Riviera                                                                      |
| 14 de octubre            | Toronto                   | Canadá         | CNE Coliseum                                                                       |
| 15 de octubre            | Ottawa, Ontario           | Canadá         | Capitol Theatre                                                                    |
| 17 de octubre            | Worcester, Massachusetts  | Estados Unidos | Holy Cross Field House, College of the Holy Cross                                  |
| 18 de octubre            | Long Island, New York     | Estados Unidos | Universidad de Stony Brook                                                         |
| 19 de octubre            | Filadelfia, Pensilvania   | Estados Unidos | Electric Factory (2 presentaciones)                                                |
| 20 de octubre            | Nueva York                | Estados Unidos | Fillmore East                                                                      |
| 21 de octubre            | Nueva York                | Estados Unidos | Fillmore East                                                                      |
| 22 de octubre            | Nueva York                | Estados Unidos | Fillmore East                                                                      |
| 23 de octubre            | Nueva York                | Estados Unidos | Fillmore East                                                                      |
| 24 de octubre            | Nueva York                | Estados Unidos | Fillmore East (2 presentaciones)                                                   |
| 25 de octubre            | Nueva York                | Estados Unidos | Fillmore East (2 presentaciones)                                                   |
| 26 de octubre            | Pittsburgh, Pensilvania   | Estados Unidos | Syria Mosque                                                                       |
| 31 de octubre            | Chicago, Illinois         | Estados Unidos | Kinetic Playground                                                                 |
| 1 de noviembre           | Columbus, Ohio            | Estados Unidos | Veterans Memorial Auditorium                                                       |
| 2 de noviembre           | Washington D. C.          | Estados Unidos | McDonough Gymnasium, Universidad de Georgetown                                     |
| 3 de noviembre           | White Plains, Nueva York  | Estados Unidos | Westchester County Center                                                          |
| 4 de noviembre           | Hartford, Connecticut     | Estados Unidos | Bushnell Auditorium                                                                |
| 6 de noviembre           | Granville, Ohio           | Estados Unidos | Raccoon Creek Rock Festival, Livingston Gymnasium Indoor Track, Denison University |
| 7 de noviembre           | Athens, Ohio              | Estados Unidos | Convocation Center                                                                 |
| 8 de noviembre           | San Luis, Misuri          | Estados Unidos | Kiel Opera House                                                                   |
| 10 de noviembre          | Albany, Nueva York        | Estados Unidos | Palace Theater                                                                     |
| 11 de noviembre          | Boston, Massachusetts     | Estados Unidos | Boston Tea Party                                                                   |
| 12 de noviembre          | Boston, Massachusetts     | Estados Unidos | Boston Tea Party                                                                   |
| 13 de noviembre          | New Paltz, Nueva York     | Estados Unidos | Elting Gymnasium, State University of New York at New Paltz                        |
| 14 de noviembre          | Cleveland, Ohio           | Estados Unidos | Public Hall                                                                        |
| 15 de noviembre          | Búfalo, Nueva York        | Estados Unidos | Kleinhans Music Hall                                                               |
| 16 de noviembre          | Syracuse, Nueva York      | Estados Unidos | Onondaga War Memorial                                                              |
| Europa                   |                           |                |                                                                                    |
| 4 de diciembre           | Bristol                   | Inglaterra     | Bristol Hippodrome                                                                 |
| 5 de diciembre           | Mánchester                | Inglaterra     | Palace Theatre                                                                     |
| 9 de diciembre           | París                     | Francia        |                                                                                    |
| 10 de diciembre          | París                     | Francia        |                                                                                    |
| 12 de diciembre          | Liverpool                 | Inglaterra     | Liverpool Empire Theatre                                                           |
| 14 de diciembre          | Westminster               | Inglaterra     | London Coliseum                                                                    |
| 19 de diciembre          | Newcastle upon Tyne       | Inglaterra     | Newcastle City Hall                                                                |